# Weisbordella
Weisbordella is een geslacht van uitgestorven zee-egels uit de familie Laganidae. Vertegenwoordigers van dit geslacht zijn slechts als fossiel bekend.

## Soorten
- Weisbordella caribbeana (Weisbord, 1934) †
- Weisbordella cubae (Weisbord, 1934) †
- Weisbordella johnsoni (Twitchell, 1915) †